# Șelepuhî (Sofiivka), Cerkasî
Șelepuhî (în ucraineană Шелепухи) este un sat în comuna Sofiivka din raionul Cerkasî, regiunea Cerkasî, Ucraina.

## Demografie
Componența lingvistică a localității Șelepuhî
     Ucraineană (95,54%)
     Rusă (4,32%)
     Alte limbi (0,14%)
Conform recensământului din 2001, majoritatea populației localității Șelepuhî era vorbitoare de ucraineană (95,54%), existând în minoritate și vorbitori de rusă (4,32%).